# نظام ذكي
تتضمن الأنظمة الذكية وظائف الاستشعار والتشغيل والتحكم من أجل وصف الموقف وتحليله، واتخاذ القرارات بناءً على البيانات المتاحة بطريقة تنبؤية أو تكيفية، وبالتالي تنفيذ إجراءات ذكية. في معظم الحالات، يمكن عزو «ذكاء» النظام إلى التشغيل المستقل القائم على التحكم في الحلقة المغلقة، وكفاءة الطاقة، وقدرات التواصل.

## مميزات الأنظمة الذكية
تتشكل الأنظمة الذكية في العموم من مكونات متنوعة:
- مجسات لاقتناء الإشارة
- عناصر تنقل المعلومات إلى وحدة القيادة والتحكم
- وحدات القيادة والسيطرة التي تتخذ القرارات وتعطي التعليمات بناءً على المعلومات المتاحة
- مكونات نقل القرارات والتعليمات
- المحركات التي تؤدي أو تؤدي الإجراء المطلوب

### تطوير الأنظمة الذكية
تطورت الكثير من الأنظمة الذكية انطلاقا من النظم المصغرة. فهي تجمع بين التقنيات والمكونات من تقنية النظم الميكروية (الأجهزة الكهربائية والميكانيكية والبصرية والفلوانية المصغرة) مع التخصصات الأخرى مثل البيولوجيا والكيمياء وعلم النانو والعلوم المعرفية.
هناك ثلاثة أجيال من الأنظمة الذكية:
- الجيل الأول: أجهزة التعرف على الأشياء، ومراقبة حالة السائق، والأجهزة متعددة الوظائف لإجراء عمليات جراحية طفيفة التوغل
- الجيل الثاني: الأعضاء الصناعية المصغرة النشطة مثل غرسات القوقعة الصناعية أو البنكرياس الاصطناعي، وأنظمة إدارة الطاقة المتقدمة، وشبكات الاستشعار البيئية
- الجيل الثالث : تجمع بين «الذكاء» الفني والوظائف الإدراكية حتى يتمكنوا من توفير واجهة بين العالم الافتراضي والعالم المادي

### التحديات
يتمثل أحد التحديات الرئيسية في تكنولوجيا الأنظمة الذكية في دمج العديد من المكونات المتنوعة التي يتم تطويرها وإنتاجها في تقنيات ومواد مختلفة تمامًا. ينصب التركيز على تصميم وتصنيع منتجات وخدمات جديدة تمامًا قابلة للتسويق للتطبيقات المتخصصة (على سبيل المثال، في التقنيات الطبية)، ولتطبيقات السوق الشامل (على سبيل المثال، في صناعات السيارات).
يستدعي نهج الأنظمة تصميمًا وتصنيعًا متكاملين ويجب أن يجمع بين الأساليب والحلول التكنولوجية متعددة التخصصات (التقنيات المتقاربة). لذلك تواجه شركات التصنيع ومعاهد البحوث تحديات فيما يتعلق بالمعرفة التكنولوجية المتخصصة، والعمالة الماهرة، وأدوات التصميم، والمعدات اللازمة للبحث وتصميم وتصنيع الأنظمة الذكية المتكاملة.
في سياق صناعي، وعند التأكيد على الجمع بين المكونات بهدف دمج قدراتها الوظيفية والتقنية في نظام قابل للتشغيل البيني، يتم استخدام مصطلح «تكامل الأنظمة الذكية». يعكس هذا المصطلح المتطلبات الصناعية والتحدي الخاص لدمج التقنيات المختلفة وأحجام المكونات والمواد في نظام واحد.

## التطبيقات
تواجه الأنظمة الذكية للتحديات البيئية والاجتماعية والاقتصادية مثل الموارد المحدودة وتغير المناخ وشيخوخة السكان والعولمة. فهي لهذا السبب تستخدم بشكل متزايد في عدد كبير من القطاعات. القطاعات الرئيسية في هذا السياق هي النقل والرعاية الصحية والطاقة والسلامة والأمن واللوجستيات وتكنولوجيا المعلومات والاتصالات والتصنيع.

### البيئة
فيما يتعلق بالتحديات البيئية، يمكن للحلول الذكية لإدارة الطاقة وتوزيعها، والتحكم الذكي في المحركات الكهربائية، أو إدارة المنشآت الموفرة للطاقة، بحلول عام 2020، أن تخفض الانبعاثات العالمية بنسبة 23٪، أي ما يعادل 9.2 جيجا طن من ثاني أكسيد الكربون.

### قطاع السيارات
في قطاع السيارات، سيكون تكامل الأنظمة الذكية عاملًا رئيسيًا لأنظمة ما قبل الانهيار وميزات مساعدة السائق التنبؤية للوصول إلى هدف خطة عمل السلامة على الطرق لخفض عدد الوفيات الناجمة عن حوادث المرور إلى النصف بحلول عام 2020. علاوة على ذلك، تعتبر الأنظمة الذكية أساسية للتنقل المستدام والفعال بالطاقة، على سبيل المثال، الجر الهجين والكهربائي.

### إنترنت الأشياء
تساهم الأنظمة الذكية أيضًا بشكل كبير في تطوير إنترنت الأشياء المستقبلي، حيث توفر وظائف ذكية للكائنات اليومية، على سبيل المثال، للسلع الصناعية في سلسلة التوريد، أو في المنتجات الغذائية في سلسلة الإمداد الغذائي. بمساعدة تقنية RFID النشطة، وأجهزة الاستشعار اللاسلكية، والإحساس بالقدرة على الاستجابة في الوقت الحقيقي، وكفاءة الطاقة، فضلاً عن وظائف الشبكات، ستصبح الكائنات كائنات ذكية. هذه الأشياء الذكية يمكن أن تدعم كبار السن والمعوقين. يمكن للتتبع والمراقبة عن كثب للمنتجات الغذائية تحسين إمدادات الأغذية وجودتها. يمكن للسلع الصناعية الذكية تخزين معلومات حول منشأها ووجهتها ومكوناتها واستخدامها. ويمكن أن يصبح التخلص من النفايات عملية إعادة تدوير فردية فعالة حقًا.

### الرعاية الصحية
في قطاع الرعاية الصحية، تؤدي تقنية الأنظمة الذكية إلى تحسين أدوات التشخيص، وتحسين العلاج ونوعية الحياة للمرضى من خلال خفض تكاليف أنظمة الرعاية الصحية العامة في وقت واحد. التطورات الرئيسية في هذا القطاع هي الأجهزة المصغرة الذكية والأعضاء الاصطناعية مثل البنكرياس الاصطناعي أو زراعة القوقعة.
على سبيل المثال، تحتوي أجهزة Lab-on-a-chip على أجهزة استشعار كيميائية حيوية تكتشف علامات جزيئية معينة في سوائل أو أنسجة الجسم. يمكن أن تشمل وظائف متعددة مثل أخذ العينات، وإعداد العينات، وعينة ما قبل المعالجة، ومعالجة البيانات، والتخزين، والأنظمة القابلة للزرع والتي يمكن استيعابها من قبل الجسم بعد الاستخدام، وأجهزة الاستشعار غير الغازية على أساس مبادئ عبر الجلد، أو الأجهزة للاستجابة إدارة الدواء. في مجال الرعاية الصحية، غالبًا ما تعمل الأنظمة الذكية بشكل مستقل وداخل الشبكات، لأن هذه الأنظمة قادرة على توفير المراقبة والتشخيص والتفاعل مع الأجهزة الأخرى في الوقت الحقيقي والتواصل مع المريض أو الطبيب.

## روابط خارجية
- منصة التكنولوجيا الأوروبية حول تكامل الأنظمة الذكية (EPoSS)
  - برنامج البحوث الاستراتيجية EPoSS 2017
  - عرض المنتجات Smart Systems Integrated®
- تكامل النظم الذكية 2009 - المؤتمر والمعرض الأوروبي
- الأنظمة الذكية للمركبات النظيفة والآمنة والمشتركة - المنتدى الدولي الثاني والعشرون حول النظم الدقيقة المتقدمة لتطبيقات السيارات (AMAA 2018)